# Nellie Kusugak
Nellie Taptaqut Kusugak (née en 1955 dans la Rankin Inlet, au Nunavut) est une enseignante et une femme politique canadienne. Elle est commissaire du Nunavut de 2015 à 2020.

## Biographie
Kusugak obtient un B.Ed (en) en 1996 du Nunavut Arctic College (NAC) et de l'Université McGill. Elle enseigne une vingtaine d'années en inuktitut et en anglais au NAC dans la communauté de Rankin Inlet,,.
Le 15 février 2010, Kusugak est désignée commissaire adjointe du Nunavut par le ministre des Affaires autochtones et du Nord Chuck Strahl et prête serment le 25 du même mois,. Le 11 avril, elle assure l'intérim de Ann Meekitjuk Hanson (en), qui a terminé son mandat, et remplace cette dernière jusqu'à l'entrée en fonction d'Edna Elias un mois plus tard. Le 23 juin 2015, elle succède à Edna Elias comme commissaire. Elle demeure en fonction pendant cinq ans jusqu'en juin 2020.
Kusugak a été mariée à Jose Kusugak (en).